# Axiidae
Axiidae vormen een familie van garnalen binnen de orde der tienpotigen (Decapoda).

## Geslachten
- Acanthaxius Sakai & de Saint Laurent, 1989
- Albatrossaxius Sakai, 2011
- Alienaxiopsis Sakai, 2011
- Allaxiopsis Sakai, 2011
- Allaxius Sakai & de Saint Laurent, 1989
- Amakusaxius Sakai, 2011
- Ambiaxiopsis Komai, 2011
- Ambiaxius Sakai & de Saint Laurent, 1989
- Anophthalmaxius de Man, 1905
- Australocaris Poore & Collins, 2009
- Axia
- Axiopsis Borradaile, 1903
- Axiorygma
- Axius Leach, 1815
- Balssaxius Sakai, 2011
- Bathyaxius Sakai, 2014
- Boasaxius Sakai, 2011
- Bouvieraxius Sakai & de Saint Laurent, 1989
- Bruceaxius Sakai, 2011
- Calastacus Faxon, 1893
- Calaxidium Sakai, 2014
- Calaxiopsis Sakai & de Saint Laurent, 1989
- Calaxius Sakai & de Saint Laurent, 1989
- Calocarides Wollebaek, 1908
- Calocaris Bell, 1853
- Calocarisopsis Sakai, 2011
- Coelhocalaxius Sakai, 2011
- Colemanaxius Sakai, 2011
- Coralaxius Kensley & Gore, 1981
- Dorphinaxius Sakai & de Saint Laurent, 1989
- Eiconaxiopsis Sakai, 2011
- Eiconaxius Spence Bate, 1888
- Eucalastacus Sakai, 1992
- Eutrichocheles Wood-Mason, 1876
- Ezaxius Matos-Pita & Ramil, 2015
- Formosaxius Komai, Lin & Chan, 2010
- Guyanacaris Sakai, 2011
- Heterocalaxius Sakai, 2011
- Leonardsaxius Sakai, 2011
- Levantocaris Galil & Clark, 1993
- Litoraxius Komai & Tachikawa, 2007
- Lophaxiopsis Sakai, 2011
- Lophaxius Kensley, 1989
- Marianaxius Kensley, 1996
- Meinertaxius Sakai, 2011
- Michelaxiopsis Poore & Collins, 2009
- Newzealandaxius Sakai, 2011
- Nipponcalaxiopsis Sakai, 2011
- Oxyrhynchaxius Parisi, 1917
- Parascytoleptus Sakai & de Saint Laurent, 1989
- Paratrichocheles Sakai, 2011
- Paraxiopsis de Man, 1905
- Paraxius Spence Bate, 1888
- Pilbaraxius Poore & Collins, 2009
- Pillsburyaxius Sakai, 2011
- Planaxius Komai & Tachikawa, 2008
- Platyaxiopsis Sakai, 2011
- Platyaxius Sakai, 1994
- Pseudoaxiopsis Sakai, 2011
- Ralumcaris Sakai, 2011
- Scytoleptus Gerstaecker, 1856
- Spongiaxius Sakai & de Saint Laurent, 1989